# Jardín botánico Rey Nezahualcóyotl
El Jardín Botánico Rey Nezahualcóyotl es un jardín botánico dependiente administrativamente de la Universidad Autónoma de Aguascalientes (UAA).
Su código de identificación internacional como institución botánica afiliada al BGCI, así como las siglas de su herbario es HUAA.

## Localización
Universidad Autónoma de Aguascalientes, Av. Universidad 940 Fracc. Los Bosques 20100, Ciudad de Aguascalientes, Aguascalientes, México.
Planos y vistas satelitales.21°54′48.17″N 102°18′54.09″O / 21.9133806, -102.3150250

## Historia
El Jardín Botánico "Rey Netzahualcóyotl" fue creado en 1986, con el objetivo de exhibir y conservar la biodiversidad vegetal nativa de la entidad y de la región en general.

## Colecciones
En este jardín botánico se exhiben ejemplares botánicos del estado de Aguascalientes y la región, para su conservación y estudio tanto de sus especies endémicas, como de especies amenazadas.